# Fakulta umění Ostravské univerzity
Fakulta umění (FU) Ostravské univerzity (OU) je jednou z šesti fakult této vysoké školy. Vznikla 1. srpna 2007.

## Studium
Na fakultě lze studovat dva bakalářské studijní programy (Výtvarná umění a Hudební umění), jeden magisterský (Hudební umění) a dva navazující magisterské programy (Výtvarná umění a Hudební umění).

## Katedry
- Katedra dechových nástrojů
- Katedra klávesových nástrojů
- Katedra strunných nástrojů
- Katedra sólového zpěvu
- Katedra intermédií
- Katedra grafiky a kresby
- Katedra malby
- Katedra sochařství
- Katedra teorie a dějin umění